# Smrt darebáka
Smrt darebáka je francouzský kriminální film režiséra Georgese Lautnera z roku 1977, s Alainem Delonem v hlavní roli. Hudbu k filmu napsal Philippe Sarde.

## Děj
Poslanec Philippe Dubaye vzbudí svého přítele Xaviera „Xava“ Maréchala a oznámí mu, že právě zabil Serrana, svého kolegu z Národního shromáždění. Ten ho požádal, aby odstoupil, jinak že prozradí tisku korupci Philippa Dubaye. Jako důkaz měl zápisník, do kterého si zaznamenával všechny korupční činy řady politických osobností. Philippe Dubaye po Serranově vraždě sebral zápisník a ukryl ho.
Xavier Maréchal na žádost svého přítele Dubaye získá spis a ukryje ho ve skříňce na stanici vlaků RER v pařížské obchodní čtvrti La Défense. Setkává se s Valérií Agostinelliovou, bývalou milenkou Philippa Dubaye. Dubaye je poté zavražděn.
Policie se snaží vyšetřit vraždu, zatímco jiní lidé, ať už s dobrými či špatnými úmysly, chtějí získat zpět slavný zápisník. Všichni se o Xaviera Maréchala pokoutně i nepříliš pokoutně ucházejí: zastrašováním, podplácením, vykrádáním jeho bytu... Po vraždě Christiane Dubayeové, manželky svého zavražděného přítele, zveřejní Xavier Maréchal některé informace o případu v tisku, čímž kompromituje některé politiky.
Během lovecké výpravy v Sologne (cestou tam je málem sražen nájemnými vrahy, kterým po honičce s náklaďákem unikne) je konfrontován s tajemným obchodníkem Nicolasem Tomskim, který velmi naléhá na získání zápisníku. Xavier Maréchal však odolává všem nátlakům a hrozbám pomsty a smrti, protože ho zajímá jen jedno jméno: jméno vraha jeho přítele, poslance Dubaye.
Nakonec se od pochybného obchodníka Fondariho dozví jméno pachatele, které zjistíme v závěrečné scéně na stanici RER La Défense.

## Obsazení
| Alain Delon        | Xavier „Xav“ Maréchal |
| Ornella Muti       | Valérie               |
| Stéphane Audranová | Christiane            |
| Mireille Darcová   | Françoise             |
| Maurice Ronet      | Philippe Dubaye       |
| Michel Aumont      | komisař Moreau        |
| Jean Bouise        | komisař Pernais       |
| Daniel Ceccaldi    | Lucien Lacor          |
| Julien Guiomar     | Fondari               |
| Klaus Kinski       | Nicolas Tomski        |
| François Chaumette | Lansac                |
| Xavier Depraz      | Marcel                |
| Henri Virlojeux    | Paul                  |
| Colette Duvalová   | Serranova sekretářka  |
| Carole Langeová    | šatnářka              |
| El Kebir           | Kébir                 |
| Gérard Hérold      | Dupaire               |